# La barraca (novela)
La barraca es una novela del autor español Vicente Blasco Ibáñez publicada en 1898 incardinada en el movimiento literario denominado naturalismo.

## Argumento
El libro se desarrolla en la Valencia del siglo XIX. Describe con precisión las duras condiciones de vida de la población campesina y agrícola. El tío Barret se ve imposibilitado de seguir trabajando la huerta que habían cultivado sus antepasados durante generaciones al no poder pagar el arrendamiento al propietario de la tierra, D. Salvador. Como consecuencia, todos los vecinos de la aldea, con Pepeta y Pimentó a la cabeza se conjuran para impedir que nadie vuelva a trabajar en esa parcela.
Hasta que llega Batiste y su familia (su mujer Teresa y sus hijos Roseta, Batistet y Pasqualet, más dos pequeños cuyo nombre no se menciona) que, acuciados por la necesidad, se instalan en la finca y acceden a cultivar la finca abandonada a cambio de dos años de carencia en el pago del arrendamiento correspondiente. A partir de ese momento se verán infatigablemente acosados por el resto de la comunidad, que los acusaba de plegarse a las exigencias del terrateniente perjudicando con ello los intereses del colectivo.
El hostigamiento llega a su punto culminante cuando los hijos pequeños de la familia Batiste tienen un enfrentamiento con otros niños de la aldea, como consecuencia del cual el pequeño Pasqualet fallece. Un sentimiento de culpa y compasión invade la comunidad.
Pero será temporal. Batiste se enfrenta a Pimentó en una trifulca tabernaria y pocos días después, al recibir Batiste un disparo, responde hiriendo de muerte a su agresor, que resulta ser Pimentó. Las represalias no se hacen esperar: la barraca donde habitan los Batiste es incendiada y ellos se ven obligados a abandonar el pueblo.

## Adaptaciones
- La barraca, película mexicana de 1945, dirigida por Roberto Gavaldón, con Domingo Soler, Anita Blanch y Manolo Fábregas.
- La barraca, serie de televisión española dirigida por León Klimovsky, con Álvaro de Luna, Marisa de Leza, Victoria Abril, Lola Herrera y Luis Suárez en los papeles principales. Fue estrenada en 1979 por Televisión española.